# ژروم گوندورف
ژروم گوندورف (انگلیسی: Jérôme Gondorf؛ زادهٔ ۲۶ ژوئن ۱۹۸۸) بازیکن فوتبال اهل آلمان است.
از باشگاه‌هایی که در آن بازی کرده‌است می‌توان به باشگاه فوتبال دارمشتات ۹۸ اشاره کرد.